# Cyathea sikkimensis
Cyathea sikkimensis là một loài dương xỉ trong họ Cyatheaceae. Loài này được Cretz. mô tả khoa học đầu tiên năm 1941.
Danh pháp khoa học của loài này chưa được làm sáng tỏ. 